# Roger Chaffard-Luçon
Roger Chaffard-Luçon, né le 27 novembre 1904 à Paris et mort le 14 septembre 1982 à Boulogne-Billancourt, est un journaliste français de presse quotidienne régionale, qui fut président du Syndicat des journalistes français jusqu'en 1952, année où lui a succédé Pierre Denoyer.

## Biographie
Roger Chaffard-Luçon a d'abord été, après la Seconde Guerre mondiale, rédacteur en chef de L'Éclair, en Auvergne, où il succède à Henri Combes et précède Jean-Paul Dousse. Puis il partit en 1946 à L'Aube, le quotidien national du MRP, journal qui avait élu domicile avenue de l'Opéra, avec Maurice Schumann comme directeur politique et Pierre Corval comme directeur général. Il fut également rédacteur en chef du quotidien L'Aisne nouvelle dans les années 1960. Il est décrit comme un « homme timide, suçotant sa pipe, l'œil parfois effaré derrière les gros verres, quand la copie tombe en retard ».
Dans les années 1950, il préside le Syndicat des journalistes français (CFTC), qui revendique 800 adhérents, bien que des estimations citent le chiffre le 250 cotisants,. Il est l'un de ses élus à la Commission de la carte d'identité des journalistes professionnels, avec Pierre Denoyer et Maurice Carité, aux côtés de Jean Lepeltier et Marcel Roëls pour le SNJ et André Viot, Jean Balensi et Camille Gruat pour le Syndicat des journalistes FO. Le 14 juin 1951, le conseil national du Syndicat des journalistes français a réélu en bloc son bureau sortant, qu'il préside, et élu deux nouveaux vice-présidents, Paul Thoraval et André Tisserand, qui sera son secrétaire général pendant 25 ans. Il a démissionné de la présidence en 1952. Le conseil syndical a désigné Maurice Carité comme président, avec un premier vice-président, M. Latu.